# Lasdinehlen (Kreis Gumbinnen)
Lasdinehlen (von 1938 bis 1946 Gut Altkrug, litauisch Lazdynėliai) ist ein untergegangenes Gutsdorf in Ostpreußen. Die Wüstung liegt heute im Gebiet des Gussewski gorodskoi okrug (Stadtkreis Gussew (Gumbinnen)) der russischen Oblast Kaliningrad (Gebiet Königsberg (Preußen)).

## Geographische Lage
Lasdinehlen lag sechs Kilometer nordöstlich der Stadt Gumbinnen (heute russisch: Gussew) unweit der alten Reichsstraße 1, der heutigen russischen Fernstraße A 229. Die nächste Bahnstation war vor 1945 Groß Baitschen (russischer Name: Podgorowka) an der Bahnstrecke der Preußischen Ostbahn von Königsberg (Preußen) nach Eydtkuhnen (Eydtkau). Die Ortsstelle ist heute nur über eine unwegsame Zuwegung zu erreichen.

## Geschichte
Das kleine Gutsdorf Lasdinehlen wurde vor 1683 gegründet. 1873 kam der Ort zum neu errichteten Amtsbezirk Pruszischken (der Ort heißt heute russisch: Brjanskoje), der – 1939 in „Amtsbezirk Preußendorf“ umbenannt – bis 1945 bestand und zum Kreis Gumbinnen im Regierungsbezirk Gumbinnen der preußischen Provinz Ostpreußen gehörte.
Der Gutsbezirk Lasdinehlen zählte 1818 lediglich 18 Einwohner, 1869 waren es 50, 1910 nur noch 21.
Am 30. September 1928 verlor Lasdinehlen seine Selbständigkeit und wurde in den Nachbarort Sadweitschen (1938 bis 1946: Dorf Altkrug, heute russisch: Perwomaiskoje) eingemeindet. 1938 wurde Lasdinehlen ein Ortsteil von Narpgallen (1938 bis 1946: Riedhof, nicht mehr existent). Ab 1938 hieß Lasdinehlen „Gut Altkrug“ und kam 1945 wie alle nordostpreußischen Dörfer kriegsbedingt zur Sowjetunion. Nach Flucht und Vertreibung der einheimischen Bevölkerung blieb das kleine Dorf nach 1945 unbesiedelt und gilt als erloschen.

## Kirche
Lasdinehlen war mit seiner überwiegend evangelischen Bevölkerung vor 1945 in das Kirchspiel der Kirche Szirgupönen (der Ort hieß 1936 bis 1938: Schirgupönen, 1938 bis 1946: Amtshagen, ab 1946 russisch: Dalneje, ist heute nicht mehr existent) eingepfarrt und gehörte zum Kirchenkreis Gumbinnen in der Kirchenprovinz Ostpreußen der Kirche der Altpreußischen Union.

## Persönlichkeiten

### Aus Lasdinehlen gebürtig
- Christian Donaleitis, lateinisch: Christian Donalitius (* 1. Januar 1714), lutherischer Theologe und Dichter in deutscher und litauischer Sprache († 1780). Ihm war bereits 1896 in Lasdinehlen ein Gedenkstein[3] errichtet worden. Der wurde jedoch nach 1945 samt Gutsgebäuden eingeebnet. Im Frühjahr 1992 haben Litauer auf der Flur Lasdinehlens einen neuen Stein[5] enthüllt, einen Findling mit einer Inschrift in litauischer und russischer Sprache, und dazu einige Eichen für einen kleinen Park gepflanzt[6].

### Mit dem Ort verbunden
- Friedrich Adam Julius von Wangenheim (1749–1800), deutscher Dendrologe, Gutsbesitzer in Lasdinehlen, wurde hier im Garten des Gutes begraben

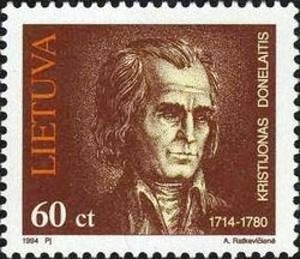
Christian Donaleitis
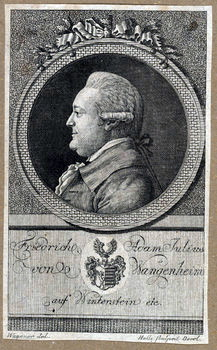
Friedrich Adam Julius von Wangenheim